# سامسونگ اس‌جی‌اچ-یو۳۰۰
سامسونگ اس‌جی‌اچ-یو۳۰۰ یک نمونه از گوشی‌های تلفن همراه سری U شرکت سامسونگ می‌باشد که توسط همین شرکت به بازار عرضه شده‌است.